# فارس فلاحی
فارس فلاحی (انگلیسی: Farès Fellahi؛ زادهٔ ۱۳ مهٔ ۱۹۷۵) بازیکن فوتبال اهل الجزایر بود.
از باشگاه‌هایی که در آن بازی کرده‌است می‌توان به باشگاه فوتبال وفاق سطیف، باشگاه فوتبال نصر حسین دای، و باشگاه فوتبال اوراس باتنه، باشگاه فوتبال مولودیه الجزایر و باشگاه فوتبال مولودیه قسنطینه اشاره کرد.
وی همچنین در تیم ملی فوتبال الجزایر بازی کرده‌است.